# Форкадель, Карме
Мари́я Ка́рме Форкаде́ль Льюи́с (исп. Maria Carme Forcadell Lluís; род. 29 мая 1955, Черта, Таррагона) — каталонский политик, член партии «Левые республиканцы Каталонии», филолог, преподаватель высшей школы и активистка движения за независимость Каталонии. Председатель Парламента Каталонии в 2015—2018 годах. С 17 января 2018 года — депутат Парламента Каталонии XII созыва от коалиции «Левые республиканцы Каталонии — Каталонии — да». Проходила по делу о проведении незаконного референдума о независимости Каталонии в 2017 году.
Родилась в простой семье, дочь водителя грузовика. С 18 лет проживала с семьёй в Сабаделе. Училась в Барселонском автономном университете, дипломированный филолог и специалист по коммуникации. В 1979—1982 годах работала редактором на телевидении. В 1982 году перешла на работу учителем каталанского языка в среднюю школу в Сабаделе. Автор книг по педагогике, лингвистике и литературе. Занималась языковым планированием. Замужем, мать двоих детей. С 23 марта 2018 года находилась в предварительном заключении. По решению Верховного суда Испании, опубликованному 14 октября 2019 года, Карме Форкадель была признана виновной в организации беспорядков и приговорена к 11 с половиной годам тюремного заключения. Была освобождена в порядке помилования в июне 2021 года.